# Keisuke Kurihara
Keisuke Kurihara (栗原 圭介, Kurihara Keisuke) est un footballeur japonais né le 20 mai 1973.